# Trent Seven
Benjamin "Ben" Webb (Wolverhampton, Inglaterra, 21 de agosto de 1981) es un luchador profesional inglés. Es conocido por su colaboración con la empresa WWE en la marca NXT UK, así también como haber luchado para diversas empresas independientes europeas bajo el nombre de Trent Seven.

## Infancia
De niño, Webb quería ser actor hasta que vio el PPV más importante de WWE, WrestleMania, lo que lo hizo querer convertirse en luchador. En su adolescencia, Webb y varios de sus amigos luchaban entre sí en sus patios traseros. En 2008 se decidió a entrenar lucha libre profesional, yendo tan lejos como para comprar su propio ring de lucha libre para entrenar correctamente. No sería hasta 2010 que hizo su debut en el ring, adoptando el nombre de Trent Seven en un espectáculo alternativo en Birmingham en 2010. En los años siguientes él lucharía parte tiempo, dividiendo su tiempo entre la lucha libre y un día de trabajo.

## Carrera
Durante 2011 y 2012, Seven viajó a Estados Unidos para competir en Combat Zone Wrestling (CZW), donde perdió en ambas ocasiones. En 2012 también viajó a Japón para ser parte de Big Japan Pro Wrestling (BJPW).

### Fight Club Pro (2010-presente)
A pesar de ser un "Part-timer", se le concedió una oportunidad por el Campeonato Mundial de ROH durante la gira de la empresa por Reino Unido en 2011. Sin embargo, Seven perdió ante el entonces campeón Davey Richards en un programa producido por Fight Club Pro. Tras esto, Seven ganaría el Campeonato de FCP. Donde lo retuvo hasta el 25 de setiembre de 2011, donde lo perdió ante Eddie Edwards. En 2013 ganó el torneo anual de FCP, "Infinity Trophy Tournament", derrotando a Mark Haskins en la final. Durante una demostración de FCP en TNA, Seven desafió sin éxito al entonces Campeón de la División X, Trevor Lee por su campeonato. El 7 de enero de 2017, Moustache Mountain (equipo conformado por Seven y Tyler Bate) se unieron a Joe Allen para derrotar a #CCK (Chris Brookes y Kid Lykos) y Shay Purser, ganando así Allen el Campeonato 24/7 de Attack!, perdiéndolo la misma noche.

### Chikara (2015-presente)
A principios de 2015, Seven, junto a Bate, debutaron en la promoción estadounidense Chikara como parte de su gira por Reino Unido, derrotando a The Hunter Brothers en un Dark Match el 3 de abril y perdiendo ante The Devastation Corporation (Max Smashmaster y Blaster McMassive ) en otro Dark Match. En su último combate de este estilo de la gira, Seven y Bate se unieron con Clint Margera para enfrentarse a Pete Dunne, Damian Dunne y Jimmy Havoc, perdiendo el combate Seven se unió con Bate y Dan Moloney en el Rey de Tríos de ese año como Team Fight Club: Pro, llegando a las semifinales antes de ser eliminados por el Bullet Club (AJ Styles, Matt Jackson y Nick Jackson). En 2016, Seven y Bate empezaron a competir más regularmente en Chikara, y el 21 de agosto derrotaron a The Ice Creams (Hijo Del Ice Cream y Ice Cream Jr.), N_R_G (Hype Rockwell y Race Jaxon) y The Devastation Corporation para ganar los Campeonatos en Pareja de Chikara.

### Progress Wrestling (2016-presente)
Seven debutó en Progress Wrestling en el Capítulo 28 junto a Tyler Bate, perdiendo ante Damian y Pete Dunne. Regresó en el Capítulo 32, perdiendo ante Rampage Brown. En el capítulo 33, Seven hizo su Turn Heel, atacando a Tyler Bate y alineándose con Pete Dunne para formar British Strong Style. En el Capítulo 36, Seven y Dunne derrotaron a The London Riots (James Davis y Rob Lynch) para ganar los Campeonatos en Pareja de Progress, y los defendieron con éxito en una revancha en el Capítulo 39. En virtud de ganar ese combate, ambos fueron incorporados en un Combate Eliminatorio de 7 hombres por el Campeonato de Progress, que fue ganado por Dunne después de que Tyler Bate regresó para atacar a Jimmy Havoc, uniéndose a Seven y Dunne. El 16 de diciembre, Seven y Dunne fueron despojados de sus títulos en pareja luego de que Dunne intentara dar su mitad de éstos a Bate. Dos semanas más tarde, en el capítulo 41, Seven y Bate derrotaron a The London Riots y al LDRS of the New School en un Combate de Parejas de Triple Amenaza.

### WWE (2017-2022)
El 15 de diciembre de 2016, se reveló que Seven sería uno de 16 hombres que competirían en un torneo de dos noches para coronar el primer Campeón de Reino Unido de WWE los días 14 y el 15 de enero de 2017. Antes del torneo Seven era junto con Pete Dunne mencionados entre los favoritos para ganar el torneo. En la primera ronda, Seven derrotó a HC Dyer para avanzar a los cuartos de final, donde fue derrotado por Wolfgang. El 15 de febrero de 2017, Seven hizo su debut en el territorio de desarrollo de WWE, NXT, desafiando sin éxito a Tyler Bate por el Campeonato de Reino Unido de WWE.
En el 10 septiembre, Seven fue anunciado como participante del torneo por el Heritage Cup de NXT UK. En el NXT UK de 24 de septiembre, se anunció que se enfrentaría a un participante Wild Card como parte de los cruces del torneo por la Heritage Cup de NXT UK. en el NXT UK del 22 de octubre, derrotó a Kenny Williams en la primera ronda del Torneo de la Heritage Cup, con 2-1, clasificando a las Semifinales, después del combate se dieron la mano en señal de respeto, en el NXT UK del 12 de noviembre, derrotó a Dave Mastiff en las semifinales del Torneo de la Heritage Cup de NXT UK, clasificando a la final del Torneo de la Heritage Cup de NXT UK,
Comenzando el 2021, en el NXT UK emitido el 28 de enero, interrumpió el discurso del Campeón Peso Crucero de NXT Jordan Devlin para aceptar su Reto Abierto por su título Crucero, pero Seven pesaba más de 205 libras por lo que se comprometió a bajar de peso y enfrentarlo por el Campeonato Peso Crucero de NXT, pero antes de que Devlin se fuera, lo golpeó e iniciando un breve feudo, en el NXT UK emitido el 11 de febrero, comenzó con su entrenamiento para bajar de peso para retar a Jordan Devlin por el Campeonato Peso Crucero de NXT, en el NXT UK emitido 25 de febrero, se muestra como sigue con su entrenamiento para bajar de peso y retar a Jordan Devlin por el Campeonato Peso Crucero de NXT y finalmente en The Bump consiguió pesar 205 libras para poder retar a Jordan Devlin por el Campeonato Peso Crucero de NXT y en el NXT UK emitido el 18 de marzo, se enfrentó a Jordan Devlin por el Campeonato Peso Crucero de NXT, sin embargo perdió.
El 18 de agosto fue liberado su contrató con WWE.

## Campeonatos y logros
- Attack! Pro Wrestling
  - ATTACK! 24:7 Champion (1 vez)
  - ATTACK! Tag Team Champion (1 vez) – con Tyler Bate

- Chikara
  - Chikara Tag Team Championship (1 vez) – con Tyler Bate
  - King Of Trios 2017 – con Tyler Bate y Pete Dunne

- Fight Club: Pro
  - FCP Championship (1 vez)
  - FCP Tag Team Champion (1 vez) – con Tyler Bate
  - Infinity Trophy 2010
  - Infinity Trophy 2013
  - Dream Tag Team Invitational 2018 – con Tyler Bate

- Insane Championship Wrestling
  - ICW World Heavyweight Championship (1 vez)

- Progress Wrestling
  - Progress Tag Team Championship (3 veces) – con Pete Dunne (1) y Tyler Bate (2)
  - Progress Atlas Championship (1 vez)

- Revolution Pro Wrestling
  - RevPro Undisputed British Tag Team Champion (1 vez) – con Tyler Bate

- WWE
  - NXT Tag Team Championship Invitational (2018) - con Tyler Bate
  - NXT Tag Team Championship (1 vez) - con Tyler Bate
  - NXT UK Tag Team Championship (1 vez) - con Tyler Bate.

- Wrestling Observer Newsletter
  - Lucha 5 estrellas (2018) con Tyler Bate vs. Roderick Strong y Kyle O'Reilly en NXT Wrestling el 11 de julio